# Cryptoblepharus pulcher
Espèce
Synonymes
- Ablepharus boutonii pulcher Sternfeld, 1918
- Ablepharus boutonii clarus Storr, 1961
- Cryptoblepharus suburbia Wells & Wellington, 1985

Cryptoblepharus pulcher est une espèce de sauriens de la famille des Scincidae.

## Répartition
Cette espèce est endémique d'Australie.

## Liste des sous-espèces
Selon The Reptile Database (8 août 2012) :
- Cryptoblepharus pulcher clarus (Storr, 1961)
- Cryptoblepharus pulcher pulcher (Sternfeld, 1918)

## Publications originales
- Sternfeld, 1920 "1918" : Zur Tiergeographie Papuasiens und der pazifischen Inselwelt. Abhandlungen der Senckenbergischen Naturforschenden Gesellschaft, vol. 36, p. 375-436.
- Storr, 1961 : Ablepharus boutonii clarus, a new skink from the Esperance District, Western Australia. Western Australian Naturalist, vol. 7, p. 176-178.